# Kimchi-buchimgae
 Gimchijeon hoặc  Jeon gimchi (phát âm tiếng Hàn Quốc: [kimtɕ ʰ i dʑʌn]) là một biến thể của món Jeon (tiên), là món bánh xèo của Triều Tiên, chủ yếu được làm bằng kim chi thái lát, bột nhão (nấu ăn) và đôi khi là các loại rau khác. Kim chi - món dưa muối chua cay, là một thực phẩm chính trong ẩm thực Triều Tiên. Món ăn này phù hợp với việc sử dụng kim chi chín. Gimchijeon thường được công nhận trong văn hóa Hàn Quốc như là một món ăn dân dã mà bất cứ ai cũng có thể làm dễ dàng ở nhà với giá rẻ.
Nó được dùng như là một món khai vị, món ăn nhẹ hoặc (phạn soạn), tức món ăn phụ kèm theo.
Khi nấu, thường người ta thêm nước dư từ kim chi, đặc biệt là từ món kim chi làm từ được làm từ cải thảo (baechu kimchi). Nước dư tiết ra từ kimchi khiến cho bột nhão có màu đỏ nhưng ít cay. Cùng với món kim chi, món này được dùng như đồ nhậu (Anchu (thực phẩm), án tửu) với rượu, bia và các đồ uống có cồn khác như makgeolli hoặc dongdongchu.